# Liste der Baudenkmäler in Rechtenbach
Auf dieser Seite sind die Baudenkmäler in der unterfränkischen Gemeinde Rechtenbach zusammengestellt. Diese Tabelle ist eine Teilliste der Liste der Baudenkmäler in Bayern. Grundlage ist die Bayerische Denkmalliste, die auf Basis des Bayerischen Denkmalschutzgesetzes vom 1. Oktober 1973 erstmals erstellt wurde und seither durch das Bayerische Landesamt für Denkmalpflege geführt wird. Die folgenden Angaben ersetzen nicht die rechtsverbindliche Auskunft der Denkmalschutzbehörde.
 Diese Liste gibt den Fortschreibungsstand vom 15. April 2020 wieder und enthält 3 Baudenkmäler.

## Baudenkmäler
| Lage                       | Objekt                                             | Beschreibung | Akten-Nr.             | Bild           |
| -------------------------- | -------------------------------------------------- | --- | --------------------- | -------------- |
| Am Hüttenberg 3 (Standort) | Ehemalige Pfarrkirche, sogenannte Glasmacherkirche | Jetzt Friedhofskapelle, Saalbau mit fluchtendem Dreiseitchor und Chorreiter mit verschieferter Haube, Putzmauerwerk mit Sandsteinrahmungen, barock, 1722, Erweiterung 1806 | D-6-77-172-2          | weitere Bilder |
| Am Hüttenberg 3 (Standort) | Kirchhofmauer                                      | unverputztes Sandsteinmauerwerk, 19. Jh | D-6-77-172-2          | BW             |
| Hauptstraße 40 (Standort)  | Kath. Pfarrkirche St. Mariae Heimsuchung           | dreischiffige Stufenhalle über hohem Sockel, asymmetrische Giebelfassade mit seitlichem Turm und verschiefertem Spitzhelm, teilweise verputztes Sandsteinmauerwerk, neugotisch, 1914; mit Ausstattung zugehörige Aussichtsterrasse mit Treppe und Maßwerkbrüstung, Sandstein, 1914 | D-6-77-172-1 Wikidata | weitere Bilder |
| Hauptstraße 111 (Standort) | Wirtshausschild                                    | Ausleger mit Hirschsilhouette, teilweise vergoldetes Schmiedeeisen, 1. H. 19. Jh. | D-6-77-172-4          | weitere Bilder |